# Берестейські князі
Берестейський князь — титул удільного правителя Берестейського князівства, одного з князівств середньовічних держав Великого князівства Київського (Київської Русі), Королівства Руси та Великого князівства Литовського і Руського. Назва князівства походить від його головного міста Берестя.

## Список князів Берестейських
- - Ярополк  Ізяславич  (1078-1086) титулярний король Руси, Турівський  і  Володимирський  князь
- Ростислав Мстиславич (до 1087-1093) перший удільний Берестейський князь, син Мстислава Ізяславича
- Мстислав Святополкович (1093-1097)
- Ярослав Ярополкович (1099-1102)
- Вячеслав Ярополкович (1102-1104)
- Святополк Мстиславич (1140)
- Ігор  Ольгович (1142-1146)
- Володимир Андрійович (1154-1156)
- Володимир  Мстиславич (1170)
- Святослав  Мстиславич (1170-1173)
- Володимир Володаревич (1178-1181)
- Василько Ярополкович (?-1182)
- Роман Мстиславич (1182-1205)
- Василько  Романович (1208-1210,  1219-1228, 1254-1269)
- Володимир Володимирович (1229-1230)
- Володимир  Василькович (1269-1288)
- Мстислав Данилович (1289-після 1292)
- Дмитро Любарт (1340–1352)
- Кейстут Ґедиминович (бл. 1352–1382)
- Федір Любартович (1383–1385)
- Вітовт Кейстутович (1385–1389, 1392–1430)
  - Свидригайло Ольгердович (1430–1445) Великий князь Литовський, Великий князь Руський.